# Huawei u8800
Huawei U8800 Ideos X5 là một điện thoại di động tầm trung sử dụng hệ điều hành Android 2.2 (có bản nâng cấp chính thức lên 2.3 ). Máy được hãng Huawei phát hành vào tháng 3 năm 2011.
Hiện máy đang được trang web xda  hỗ trợ phát triển.với rất nhiều phiên bản như 2.2, 2.3, 4.0, 4.1, 4.2, 4.3, 4.4, 5.0  (CyanogenMod 12).

### Cấu hình phần cứng

#### Thông tin chung

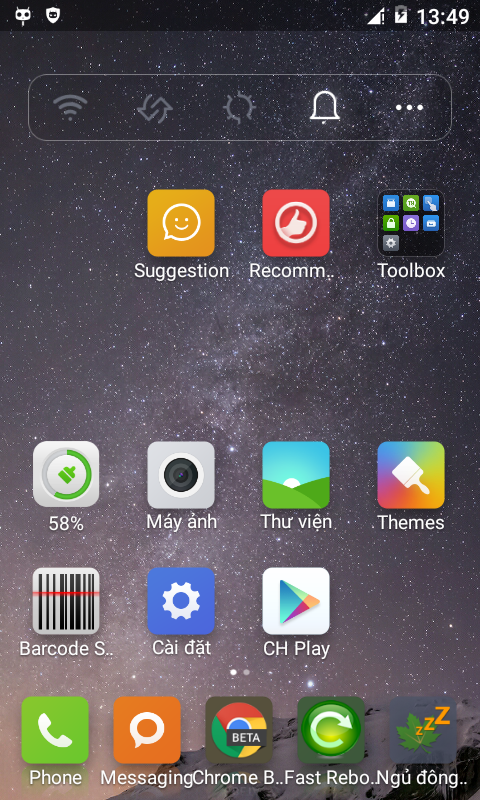
Màn hình chính U880 trên nền Android 5.0.2

U8800 có cấu hình trung bình vào thời điểm ra mắt với màn hình 3,8" độ phân giải 480 x 800 pixel (5:3), RAM 512MB và chip đơn nhân 0,8 GHz. Tuy nhiên, so với thời điểm hiện tại thì cấu hình trên là thuộc top yếu.
Máy có thiết kế bo tròn trên và dưới, rất khác so với các loại máy khác.

#### Các phiên bản máy

##### U8800
Là phiên bản đầu tiên của dòng máy, chạy chip Qualcomm 0,8 GHz

##### U8800 PRO
Phần cứng giống hệt U8800, trừ chip được nâng cấp lên 1 GHz

##### U8800H
Là phiên bản được sử dụng cho thị trường HongKong, sử dụng HSPA+ (U8800 sử dụng HSPA)

##### U8800-51
Là phiên bản được bán ở một số thị trường nhất định, sử dụng 4G - LTE

### Các phiên bản hệ điều hành

#### Bản chính thức[3]
Froyo (Android 2.2)
Ginger Bread 2.3 (Android 2.3.5)

#### Bản tuỳ biến[4]

##### Dựa trên bản ROM gốc
Ginger Bread (Android 2.3.5)

Ice Cream Sanwich (Android 4.0.4) (chuyển từ Huawei Honor)

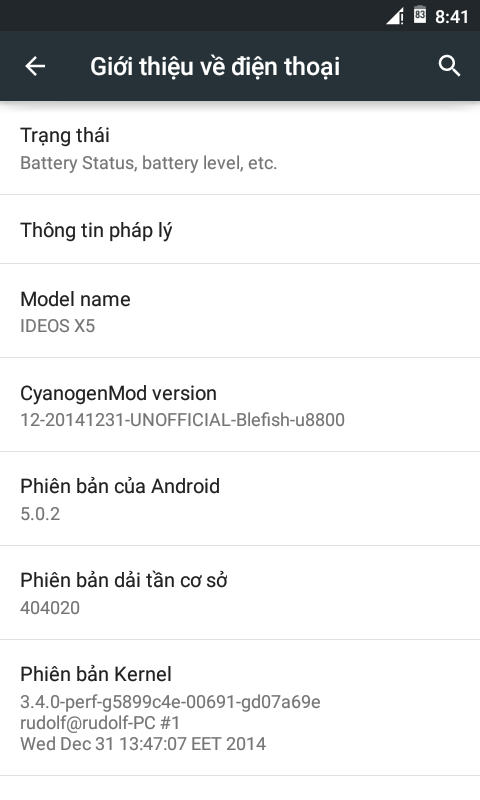
Thông tin Android 5.0.2 trên u8800 (CM12)

##### CyanogenMod
Đây là loại ROM có nhiều phiên bản nhất

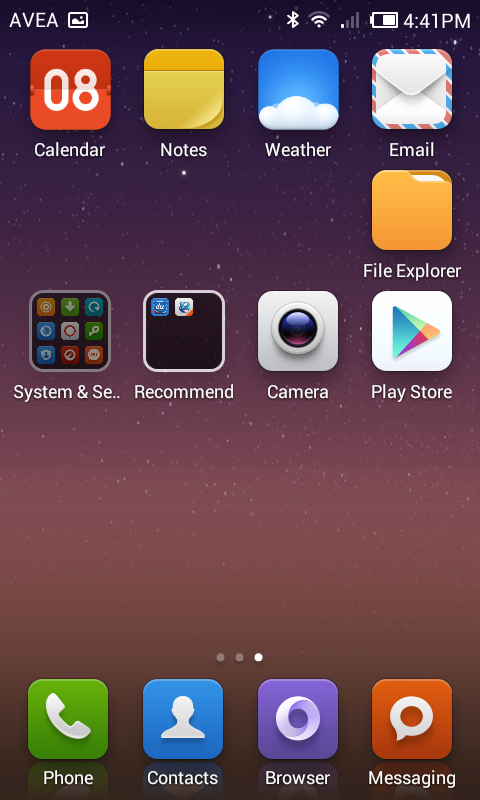
MIUI v5 trên u8800

CM7.2 (Android 2.3)
CM9 (Android 4.0.4)
CM10 (Android 4.1.2)
CM10.1 (Android 4.2.2)
CM11 (Android 4.4.4)
CM12 (Android 5.0.2)

##### MIUI (XiaoMi)
MIUI V3 (Android 2.3)
MIUI V4 (Android 4.0.4)
MIUI V5 (Android 4.1.2)

##### Mokey OS
Mokey 23.1 (Android 2.3)
Mokey 42.2 (Android 4.2.2)

##### Moonlight OS
Moonlight OS dựa trên Android 4.2.2

##### BeanTalk OS
Beantalk OS dựa trên Android 4.3

##### Lewa OS (Lewa Moblie Ltd.)
Dựa trên Android 2.3

##### Flyme OS (Meizu)
Flyme OS 4 (Android 4.0.4)

## Có liên quan
- Galaxy Nexus
- Emotion UI
- List of Android devices
- Ideos X6

## Liên kết mở trộng
- Official website Lưu trữ ngày 18 tháng 8 năm 2011 tại Wayback Machine
- Cool Mobiles Link Lưu trữ ngày 17 tháng 2 năm 2013 tại Wayback Machine

1. ↑ "MIUIVN.COM"[liên kết hỏng]